# Amphetamine Reptile Records
Amphetamine Reptile Records (abgekürzt: AmRep) ist ein US-amerikanisches Musiklabel, das in den 1990er Jahren Platten von Bands wie Helmet (Band), den Melvins und Helios Creed veröffentlichte.

## Geschichte
AmRep wurde 1986 von Tom Hazelmyer („Haze XXL“) in Washington gegründet, um Aufnahmen seiner Band Halo Of Flies zu veröffentlichen. Nach einem Umzug nach Minneapolis begann er sukzessive auch Aufnahmen anderer Bands wie The Cows, Helmet (Band), Chokebore, Helios Creed, Boss Hog, Guzzard und Nashville Pussy herauszubringen. Der Schwerpunkt des Labels lag vor allem bei Bands der Genres Hardcore Punk und Noise-Rock. Dies wird auch an dem Firmenlogo des Labels deutlich, das das Wort NOISE im Hintergrund hinter dem Labelnamen zeigt. Mit der Singles-Serie Dope, Guns'n Fucking In The Streets erreichten viele Bands ein breiteres Publikum.
Als Anfang der 1990er Jahre Grunge-Rock und Labels wie Sub Pop populär waren, konnte auch AmRep Steigerungen in den Verkaufszahlen erreichen. In Europa wurden Produktionen von AmRep zu dieser Zeit durch das deutsche Label Glitterhouse, das auch Sub Pop vertrat, vertrieben.
Gegen Mitte der 1990er Jahre gerieten viele kleinere Label unter Druck durch die Tatsache, dass Major-Labels viele erfolgreiche Alternative-Bands unter Vertrag nahmen und die gesamte Independent-Infrastruktur aus Labels, Fanzines und Clubs zusammenbrach. Daher beschloss Hazelmyer 1998, sein Label zu schließen. Seitdem ist er als Galerist in der Kunstgalerie OX-OP in Minneapolis tätig. Im Jahr 2005 veröffentlichte AmRep nach langer Zeit wieder eine Single, eine Kollaboration zwischen Haze XXL und den Melvins.